# Hendrik Timmerman
Hendrik Timmerman (18 juni 1943 – 29 september 2020) was een Nederlands organist en dirigent.

## Opleiding
Op zesjarige leeftijd begon hij zijn muziekstudie bij Jac. Kort, toen organist van de Westerkerk te Amsterdam.
Later studeerde hij orgel bij de bekende Nederlandse organist en componist Cor Kee.
Na de middelbare school studeerde hij aan de conservatoria te Amsterdam en Hilversum orgel-UM, koor- en orkestdirectie en schoolmuziek. Daarna behaalde hij zijn eerstegraads bevoegdheid als Cantor-Organist in de Nederlandse Hervormde Kerk.

## Specialisatie
Hij heeft zich gespecialiseerd in de authentieke uitvoeringspraktijk van de vocale- en instrumentale barokmuziek en als zodanig voerde hij, met jongens- en jongemannenstemmen, regelmatig belangrijke werken van Johann Sebastian Bach uit zoals de Matthäuspassion (BWV244), de Johannes-Passion (BWV 245), de Hohe Messe (BWV 232), de Motetten (BWV 225-230), clavierübung-3 en vele kantates. Tot vaste elementen binnen het repertoir behoorden tevens de Messiah van Händel en het Requiem van Mozart.

## Loopbaan
Tot de sluiting als kerkgebouw in 1996, was hij werkzaam als Cantor-Organist van de Grote- of St. Laurenskerk te Alkmaar. Hij leidde in deze kerk de Scola Cantorum van de Grote- of St. Laurenskerk en het Noordhollands Jongenskoor. Uit deze koren zijn diverse bekende zangers voortgekomen: Koen van Stade, Albert van Ommen, Rein Kolpa en Robbert Overpelt. Met beide koren maakte Timmerman concertreizen door Europa en Noord-Amerika en nam deel aan diverse Bachfestivals, waaronder die van Alkmaar en Belvès (Fr) met medewerking van bekende solisten als de Japanse tenor Yoshifumi Hata en Koen van Stade. Ook werkte hij met zijn Noordhollands Jongenskoor en Scola Cantorum samen met Bernard Haitink en het Koninklijk Concertgebouworkest in diverse uitvoeringen van de Achtste Symfonie van Gustav Mahler. Gedurende de jaren 1969 tot en met 1973 was hij initiatiefnemer en organisator van de herbouw van de door brand verwoeste St.Maartenskerk te Oudkarspel (Nh) en het daarin geplaatste, Frans georiënteerde, 33-stemmige orgel gebouwd door de orgelmakers Adema-Schreurs te Amsterdam.

## Discografie
Als organist en/of dirigent zijn er van hem diverse cd-opnamen gemaakt, onder andere de Matthäus-Passion van J.S.Bach waarin de bekende Oostenrijkse tenor Kurt Equiluz de evangelistenpartij zingt, uitgebracht door het label Point Classics in 1992 op een drievoudige cd en het Requiem van Mozart (door hetzelfde label).
- Library of Congress Control Number: no2014082541
- MusicBrainz: 89fb4781-5362-4b5c-9ab0-5d9f3a702118
- Virtual International Authority File: 309840415
- WorldCat: E39PBJvhkYWG4Rdv8rVdXvy68C